# Linognathidae
Linognathidae é uma família de parasitas hematófagos de gado. Levam à reduçao da produtividade dos animais em altas concentrações.